# Aphthona ovata
Aphthona ovata es un coleóptero de la familia Chrysomelidae. Fue descrita científicamente por primera vez en 1860 por Foudras.